# Regionalna Dyrekcja Lasów Państwowych w Białymstoku
Regionalna Dyrekcja Lasów Państwowych w Białymstoku – jedna z 17 Regionalnych Dyrekcji Lasów Państwowych w Polsce.

## Opis
Powierzchnia gruntów zarządzanych przez RDLP w Białymstoku wynosi około 620 tys. ha. z czego na lasy przypada blisko 580 tys. ha. Działa w województwach: podlaskim, warmińsko-mazurskim oraz mazowieckim.
Na obszarze działalności dyrekcji znajdują się Białowieski Park Narodowy, Wigierski Park Narodowy, Biebrzański Park Narodowy i Narwiański Park Narodowy. Spośród parków krajobrazowych położone są tu: Łomżyński Park Krajobrazowy Doliny Narwi, Park Krajobrazowy Puszczy Knyszyńskiej, Mazurski Park Krajobrazowy, Park Krajobrazowy Puszczy Rominckiej i Suwalski Park Krajobrazowy.
Dyrekcja Białostocka ma pod swoją opieką takie kompleksy leśne jak: Puszcza Augustowska, Puszcza Białowieska, Puszcza Borecka, Puszcza Knyszyńska, Puszcza Piska i Puszcza Romincka.

## Nadleśnictwa

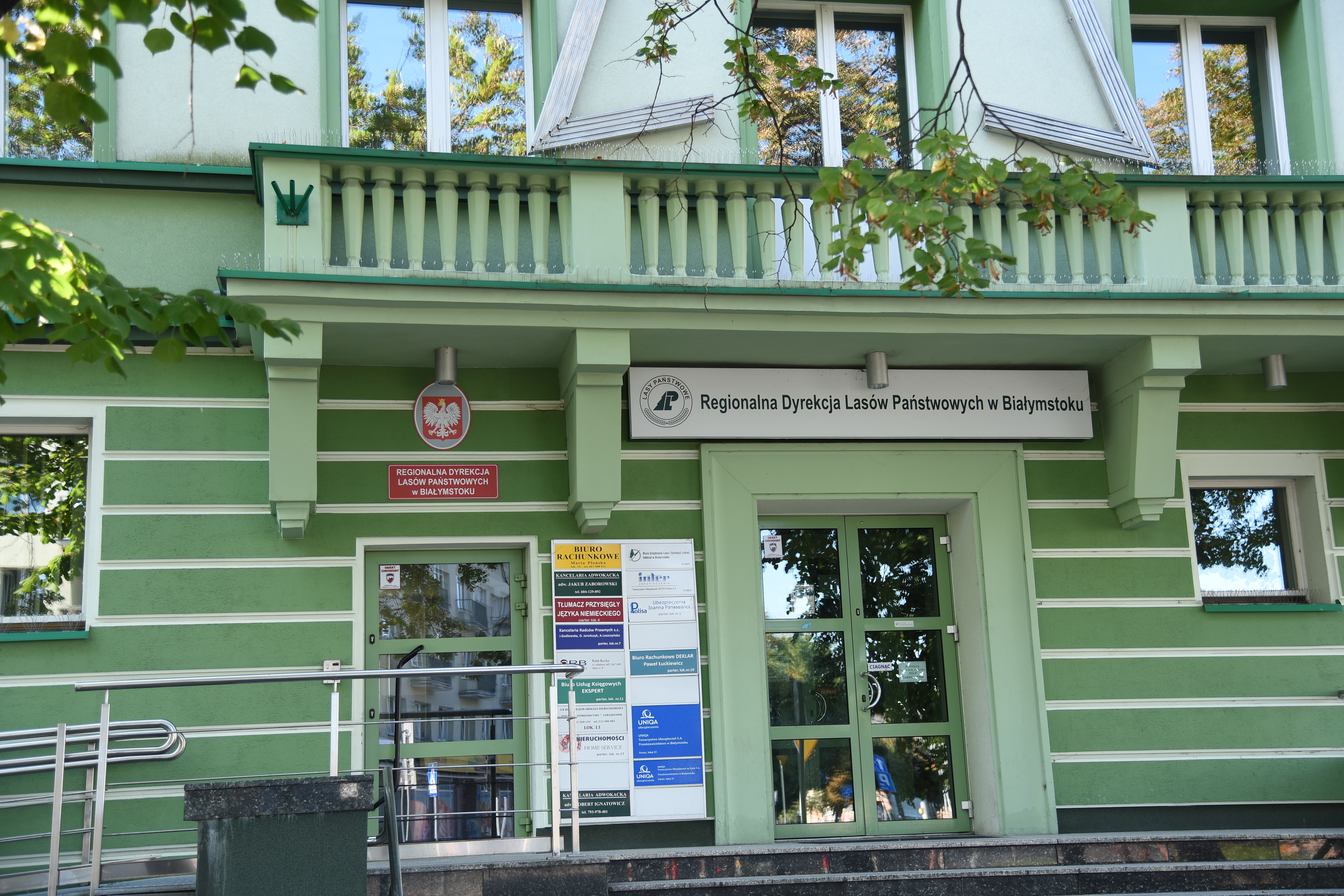
Siedziba dyrekcji przy ulicy Lipowej

Obszar Regionalnej Dyrekcji Lasów Państwowych w Białymstoku podzielony jest na 31 nadleśnictw. Są to: Augustów, Białowieża, Bielsk, Borki, Browsk, Czarna Białostocka, Czerwony Dwór, Dojlidy, Drygały, Ełk, Giżycko, Głęboki Bród, Gołdap, Hajnówka, Knyszyn, Krynki, Łomża, Maskulińskie, Nowogród, Nurzec, Olecko, Pisz, Płaska, Pomorze, Rajgród, Rudka, Supraśl, Suwałki, Szczebra, Żednia, Waliły.
Do niedawna istniało również Nadleśnictwo Białobrzegi, obecnie zostało połączone i wcielone do Nadleśnictwa Augustów. Oprócz nadleśnictw w skład RDLP wchodzi również Zakład Transportu i Spedycji w Giżycku.